# Hymno Patriótico
Hymno Patriótico (hrv. Domoljubna himna) bila je prva nacionalna himna Portugala. S posvetom je ponuđena princu-regentu Ivanu VI. i prvi put izvedena za njega u Brazilu 1809. godine. Himna je inspirirana kantatom La Speranza o sia l’Augurio Felice. Stihovi su se mijenjali nekoliko puta do 1821. godine.
Nakon što je Pedro I. Brazilski postao kralj i car Portugala te donio novi ustav, pjesma Hymno da Carta postala je češće korištena kao nacionalna himna, a službeno je proglašena himnom u svibnju 1834. godine.

## Tekst
| Hymno Patriótico                                                                                        | Hymno Patriótico |
| Portugalski tekst                                                                                       | Prijevod na hrvatski |
| Prva kitica                                                                                             | Prva kitica |
| --- | --- |
| Eis, oh Rei Excelso Os votos sagrados Q'os Lusos honrados Vêm livres, vêm livres fazer Vêm livres fazer | Evo, o Uzvišeni Kralju, Sveti zavjeti, Koje poštuju časni Luzitanci Dolaze slobodni izvrišiti, dolaze slobodni izvršiti Dolaze slobodni izvršiti. |
| Druga kitica                                                                                            | |
| Por vós, pela Pátria O sangue daremos Por glória só temos Vencer ou morrer Ou morrer Ou morrer.         | Za vas, za Domovinu, Krv ćemo dati, Samo za slavu imamo Pobijediti ili umrijeti Ili umrijeti Ili umrijeti.                                        |

## Vanjske poveznice
- Notni list (1. stranica) (port.)
- Notni list (2. stranica) (port.)
- Notni list (3. stranica) (port.)